# Cổng Thống Nhất
Thống Nhất Môn là một vòm điêu khắc nghệ thuật tại thủ đô Bình Nhưỡng của Cộng hòa Dân chủ Nhân dân Triều Tiên. Công trình được xây dựng vào năm 2001 để kỉ niệm đề nghị thống nhất Triều Tiên do Kim Nhật Thành đưa ra.
Vòm bê tông bắc qua Quốc lộ Thống Nhất nối từ Bình Nhưỡng đến Khu phi quân sự Triều Tiên. Công trình gồm hai bà mẹ Triều Tiên trong trang phục truyền thống (choson-ot) tượng trưng cho miền Bắc và Nam - nghiêng về phía trước để cùng nhau giữ một quả cầu có bản đồ hình bán đảo Triều Tiên thống nhất. Quả cầu là biểu tượng của Ba điều lệ thống nhất đất nước; Ba nguyên tắc thống nhất đất nước; Kế hoạch thành lập nước Cộng hòa Dân chủ Liên bang Triều Tiên và Chương trình Mười điểm Đại đoàn kết toàn dân tộc. Kế hoạch ban đầu là có một cây cột cao 55 mét với ba nhánh tượng trưng cho người Triều Tiên ở phía bắc, người Hàn Quốc ở phía nam và người Triều Tiên - Hàn Quốc ở hải ngoại.
Chân của công trình được khắc với các lời nhắn ủng hộ tái thống nhất và hòa bình từ các cá nhân, tổ chức và các quốc gia khác nhau. Cổng vòm xuất hiện trên tem bưu chính vào năm 2002.
Năm 2024, cổng bị nhà lãnh đạo Triều Tiên Kim Jong-un ra lệnh phá hủy sau các căng thẳng với Hàn Quốc về vấn đề hạt nhân.

## Hoàn thành
Đây là một công trình kiến trúc hình vòm lớn được xây dựng ở lối vào phố Tongil ở Bình Nhưỡng, điểm khởi đầu của Con đường Anh hùng Thanh niên nối Bình Nhưỡng và Nampo. Đại hội toàn quốc tổ chức tại Bình Nhưỡng vào ngày 14 tháng 8 năm 1999 và hoàn thành vào ngày 14 tháng 8 năm 2001. Năm 2001, Triều Tiên đề xuất tổ chức một sự kiện chung vào ngày 15 tháng 8 tại tượng đài, nhưng chính phủ Hàn Quốc đã chặn phái đoàn dân sự Hàn Quốc tham dự sự kiện tại tượng đài do lo ngại rằng nó có thể bị coi là hỗ trợ kế hoạch thống nhất của Triều Tiên, một hệ thống liên bang Triều Tiên (Cộng hòa Dân chủ Liên bang Triều Tiên) và nền tảng mười điểm vì đại đoàn kết toàn dân tộc.

## Vẻ bề ngoài
Tòa tháp được xây dựng theo hình cổng vòm trên khu đất rộng 100.000 m2, có hình hai người phụ nữ mặc hanbok, đại diện cho miền Nam (Đại Hàn Dân Quốc) và miền Bắc (Cộng hòa Nhân dân Triều Tiên), quay mặt vào nhau và cầm một quả cầu với một bản đồ Bán đảo Triều Tiên có khắc "Ba bản hiến chương". Tượng đài được làm bằng cách gắn 2.560 mảnh đá granit nặng hơn 60 kg. Chiều cao 30m tượng trưng cho Ba điều lệ thống nhất đất nước, chiều rộng 61,5m tượng trưng cho Tuyên bố chung Bắc Nam ngày 15 tháng 6. Mỗi bên tượng có 2 bức phù điêu, tổng cộng là 4 bức, và bên trong tượng đài là các tượng đài của Nam (Hàn Quốc) và Bắc (Triều Tiên) và hải ngoại, có khoảng 740 viên đá kỷ niệm do đồng bào và các tổ chức liên quan gửi về.

## Ba điều lệ thống nhất đất nước
Lần đầu tiên Cộng hòa Nhân dân Triều Tiên chính thức đề cập đến "Ba bản hiến chương" là vào tháng 1 năm 1997 trong một bài xã luận chung vào dịp Năm mới của tờ báo Đảng Lao động, Rodong Sinmun, tờ báo của Bộ Lực lượng Vũ trang Nhân dân, Quân đội Nhân dân Triều Tiên, và tờ báo Youth Vanguard của Liên minh Thanh niên Kimilsungia-Kimjongilist vào tháng 1 năm 1997. Ba Hiến chương là ba nguyên tắc thống nhất đất nước (độc lập, thống nhất hòa bình và đại đoàn kết dân tộc) được tuyên bố trong tuyên bố chung giữa Nam và Bắc Triều Tiên ngày 4 tháng 7 năm 1972, và Kế hoạch Cộng hòa Dân chủ Liên bang Triều Tiên được trình bày tại Đại hội Đảng lần thứ 6 của Cộng hòa Nhân dân Triều Tiên vào tháng 10 năm 1980, tháng 4 năm 1993. Nó đề cập đến chương trình 10 điểm đại đoàn kết toàn dân tộc được thông qua tại khóa 5 kỳ họp Hội nghị Nhân dân Tối cao khóa 9 của Triều Tiên. Trong số này, điều duy nhất mà Nam (Hàn Quốc) và Bắc (Triều Tiên) nhất trí là "ba nguyên tắc thống nhất đất nước".

## Ba nguyên tắc thống nhất đất nước
Ba nguyên tắc thống nhất đất nước gồm độc lập, thống nhất hòa bình và đại đoàn kết toàn dân tộc được xây dựng dựa trên ba nguyên tắc "độc lập, hòa bình, dân chủ" được trình bày tại Đại hội lần thứ 4 của Đảng Công nhân tháng 9 năm 1961 và nội dung của nó. nhất trí trong Tuyên bố chung ngày 4 tháng 7 là:
1) Việc thống nhất phải được giải quyết một cách độc lập mà không phụ thuộc hay can thiệp bởi các thế lực nước ngoài.
2) Thống nhất phải được thực hiện thông qua các biện pháp hòa bình mà không sử dụng vũ lực chống lại nhau.
3) Bằng cách vượt qua những khác biệt trong những ý tưởng, hệ tư tưởng và hệ thống. Trước hết, chúng ta phải theo đuổi sự đoàn kết dân tộc vĩ đại như một quốc gia.

## Kế hoạchCộng hòa Dân chủ Liên bang Triều Tiên
Kế hoạch Cộng hòa Dân chủ Liên bang Triều Tiên là kế hoạch thống nhất do Kim Nhật Thành của Triều Tiên đề xuất trong bài phát biểu đầu năm mới năm 1991. Nó đề cập đến một hệ thống liên bang dựa trên một người, một quốc gia, hai hệ thống và hai chính phủ, nói cách khác, một hình thức thống nhất liên bang thấp. Trước mắt, nó mang hình thức hoàn thiện dần việc thống nhất hệ thống liên bang theo hướng trao thêm quyền cho các chính quyền tự trị khu vực của Cộng hòa Liên bang và tăng cường chức năng của chính quyền trung ương trong tương lai. Đánh dấu kỷ niệm 44 năm "Tuyên bố chung ngày 4 tháng 7" năm 2016, Triều Tiên nhấn mạnh thông qua nhiều phương tiện truyền thông rằng kế hoạch thống nhất liên bang là "cách duy nhất" để thống nhất Bán đảo Triều Tiên.

## Cương lĩnh 10 điểm vì đại đoàn kết toàn dân tộc
Cương lĩnh 10 điểm vì đại đoàn kết toàn dân tộc được Thủ tướng Kang Song-san báo cáo tại Hội nghị Nhân dân Tối cao vào tháng 4 năm 1993, nội dung của nó bao gồm:
1) Thành lập một nhà nước thống nhất độc lập, hòa bình và trung lập thông qua đại đoàn kết của cả dân tộc,
2) Đại đoàn kết dựa trên tinh thần độc lập dân tộc
3) Cùng tồn tại, theo đuổi sự thịnh vượng chung và lợi ích chung và đoàn kết bằng cách phục tùng mọi sự vì sự nghiệp thống nhất,
4) Đoàn kết và chấm dứt mọi xung đột chính trị gây chia rẽ và đối đầu giữa đồng bào,
5) Tin cậy, đoàn kết không xâm lược lẫn nhau giữa miền Bắc hay miền Nam, hay đoàn kết với chủ nghĩa cộng sản và những người cộng sản,
6) Dựa trên dân chủ, đoàn kết chứ không tẩy chay quan điểm, ý kiến khác nhau;
7) Bảo vệ tài sản vật chất và tinh thần của mọi người các cá nhân, tổ chức và sử dụng nó để thúc đẩy đại đoàn kết dân tộc;
8) Đảm bảo liên lạc, giao thông và đối thoại giữa Bắc (Triều Tiên) và Nam (Hàn Quốc);
9) Bắc (Triều Tiên) và Nam (Hàn Quốc) và hải ngoại Tăng cường đoàn kết đồng bào,
10) Tôn vinh những người có công cho đại đoàn kết dân tộc và thống nhất đất nước.
Khi đề xuất cương lĩnh này, Triều Tiên đưa ra 4 yêu cầu, bao gồm từ bỏ chính sách phụ thuộc vào cường quốc nước ngoài, bày tỏ ý định rút quân Mỹ khỏi Hàn Quốc, dừng tập trận chung giữa Hàn Quốc với lực lượng nước ngoài và thoát khỏi chiếc ô hạt nhân của Mỹ.

## Bị phá hủy
Vào tháng 12 năm 2023, trong bài phát biểu tại các cuộc họp của Đảng Công nhân Triều Tiên, Kim Jong-un đã cáo buộc Hàn Quốc trở thành "căn cứ quân sự tiền phương và kho vũ khí hạt nhân" của Mỹ trong bối cảnh Mỹ gia tăng các cuộc tập trận và triển khai một số tài sản quân sự gần bán đảo Triều Tiên. Vào thời điểm đó, Kim Jong-un tuyên bố rằng ông ta đã loại trừ khả năng thống nhất với Hàn Quốc và Triều Tiên phải thay đổi căn bản quan hệ với Hàn Quốc. Cuối cùng, Triều Tiên tuyên bố sẽ phóng ba vệ tinh do thám mới, chế tạo máy bay không người lái quân sự và tăng cường kho vũ khí hạt nhân vào năm 2024.
Vào tháng 1 năm 2024, Kim Jong-un của Triều Tiên kêu gọi phá hủy tượng đài Cổng Thống Nhất, trong một bước tiếp theo hướng tới việc từ bỏ mục tiêu thống nhất Triều Tiên và Hàn Quốc thành một liên bang. Ông ta cũng từ bỏ đề xuất thống nhất Triều Tiên với Hàn Quốc và tuyên bố chấm dứt chính sách này. Trong bài phát biểu tại Hội nghị Nhân dân Tối cao vào ngày 15 tháng 1 năm đó, Kim Jong-un gọi tượng đài là "chướng mắt" và theo các phương tiện truyền thông chính thức, đã ra lệnh sửa đổi hiến pháp để nói rằng miền Nam là "kẻ thù chính và kẻ thù chính không thể thay đổi".
Theo hình ảnh vệ tinh, Cổng Thống Nhất đã bị phá bỏ trong khoảng thời gian từ ngày 19 tháng 1 đến ngày 23 tháng 1 năm 2024. Tin tức về việc Cổng Thống nhất bị phá bỏ đã được Bộ Thống nhất Hàn Quốc xác nhận vào ngày 24 tháng 1 năm 2024.